# Güzelyurt
Güzelyurt, nekdaj Gelveri, je mesto in okrožje province Aksaray v regiji osrednja Anatolija v Turčiji, 45 km oddaljeno od mesta Aksaray. Po popisu leta 2000 je imelo okrožje 16.836 prebivalcev, od tega 3775 mesto Güzelyurt.  Območje pokriva 322 km² in povprečna nadmorska višina je 1485 m.
To območje je del starodavne regije Kapadokije, v bližini doline Ihlara.

## Zgodovina
Kapadokija ima pomembno zgodovino krščanstva in Gregor Nazianški je živel na tem območju. Zgodovinsko veliko grškega prebivalstva je živelo na območju do izmenjave prebivalstva med Turčijo in Grčijo leta 1924, ko so jih zamenjali s Turki iz Soluna in Kavala.

## Zanimivosti
Güzelyurt je znan po treh podzemnih mestih in več kot 50 cerkvah, izklesanih v skalnato vulkansko pokrajino, vključno z:
- dolina Ihlara
- Dolina samostanov (Manastyr Vadisi)
- Pravljični dimniki (Peri Bacaları)
- Antične grške hiše
- Cerkev Ahmatlı
- Cerkev sv. Anargira (Sivişli Kilise)
- Cerkev Koç
- Stolnica v Selime
- Kamnit samostan Selime, eden največjih verskih objektov v Kapadokiji.
- Rdeča cerkev (Kızıl Kilise) - cerkev iz 5. ali 6. stoletju v vasi Sivrihisar
- Cerkev na gori Analipsis (Yüksek Kilise - Visoka Cerkev) na hribu Analipsis. V bližnji okolici so našli ostanke iz kamene dobe.
- Cerkev sv. Gregorja (Kilise Cami) - cerkev, ki se danes uporablja kot mošeja
- Cerkev sv. Spiridona (Kızıl Kilise) - druga rdeča cerkev v okolici Güzelyurta

Drugi zanimivi kraji so:
- Grobnica sultana Selime v Selimi.
- Lanena hiša (Bezirhane) v vasi Belisırma.
- Termalni izviri Ziga (Ziga kaplıcaları) so v vasi Yaprakhisar blizu doline Ihlara.
- Podzemno mesto v vasi Gaziemir v Güzelyurtu. [4]

## Slike
- Dolina Ihlara
- Cerkev svetega Gregorja
- Cerkev dolini Ihlara